# Ule älv
Ule älv (finska Oulujoki) är en älv i Finland. Älven börjar vid Ule träsk samt rinner genom kommunerna Vaala, Utajärvi och Muhos. Den utmynnar i Bottenviken vid Uleåborg. Ule älv är 107 km lång räknat från Ule träsk, som ligger 122,7 meter över havet. Avrinningsområdet täcker en yta av 22 841 km². Tidigare var älven en viktig transportsträcka för trä och tjära. Idag ligger här 12 kraftverk som producerar el.[källa behövs]

## Galleri

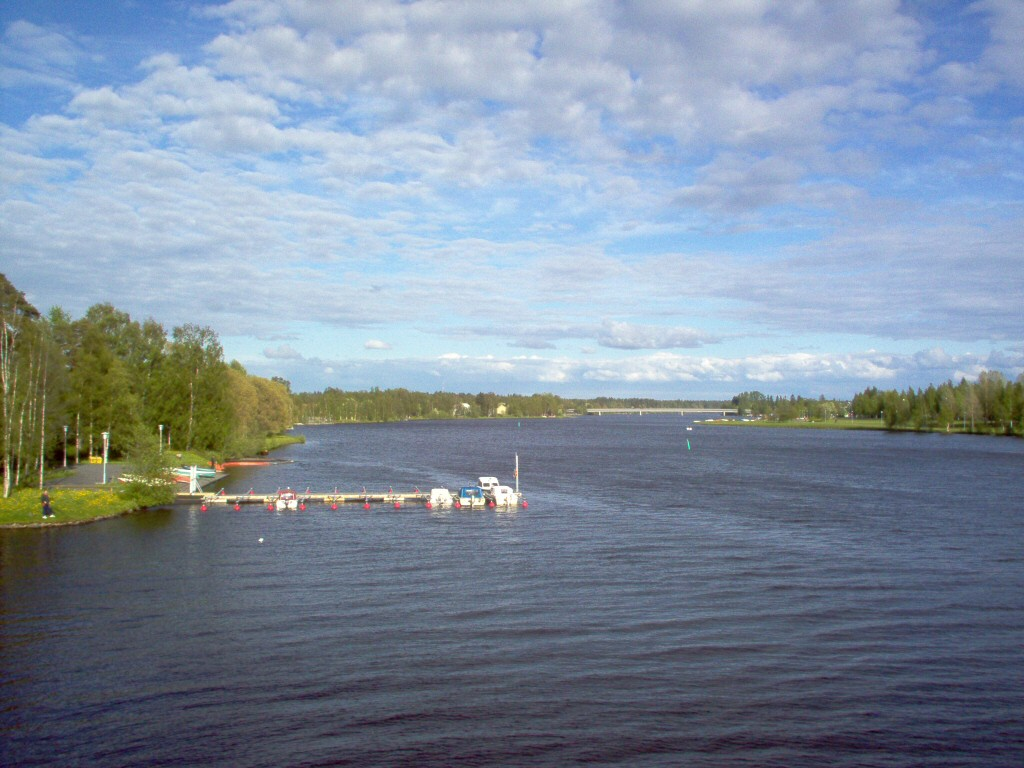
Ule älv nära Laanila.
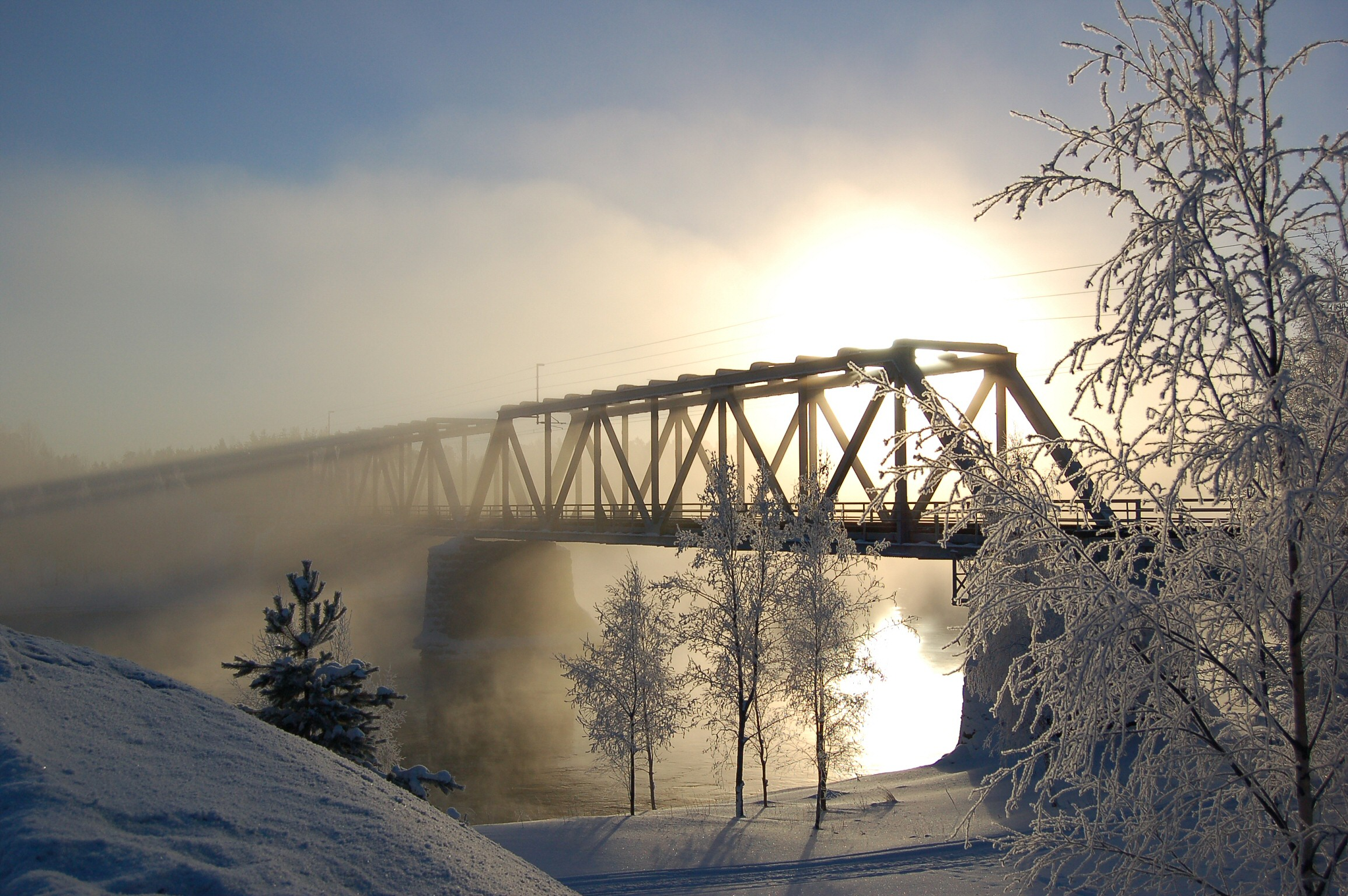
Bron för Vaalankurkku-järnvägen över Ule älv.